# Centroberyx australis
Centroberyx australis är en fiskart som beskrevs av Shimizu och Hutchins, 1987. Centroberyx australis ingår i släktet Centroberyx och familjen beryxfiskar. Inga underarter finns listade i Catalogue of Life.